# Альбрехт Брауншвейг-Вольфенбюттельский
Альбрехт Брауншвейг-Вольфенбюттельский (нем. Albrecht von Braunschweig-Wolfenbüttel; 4 мая 1725, Брауншвейг — 30 сентября 1745, Соор) — принц из дома Вельфов, генерал-майор прусской армии.

## Биография
Альбрехт — сын Фердинанда Альбрехта II и его супруги Антуанетты Амалии Брауншвейг-Вольфенбюттельской. В 1738 году в звании капитана поступил на службу в гренадерский полк под командованием своего брата Фердинанда Брауншвейгского и в том же году принял участие в боях против турок. В октябре 1743 года получил назначение капитаном конной королевской датской лейб-гвардии. В 1744 году с разрешения родителей поступил добровольцем на службу к английскому генералу Джорджу Уэйду в Нидерландах, где был повышен в звании до подполковника. В 1745 году уволился из датской армии и перешёл на службу Пруссии. В звании генерал-майора принял на себя командование 39-м пехотным полком, ранее находившимся под началом его брата, и участвовал в битве при Гогенфридберге. 30 сентября погиб в сражении при Сооре. После смерти Альбрехта командиром его полка был назначен его брат Фридрих Франц.
По указанию брата Карла останки Альбрехта были перевезены в Брауншвейг и захоронены в семейном склепе в Брауншвейгском соборе.